# Juan Rodríguez Jaldón
Juan Rodríguez Jaldón (Osuna, 12 de julio de 1890-Sevilla, 26 de julio de 1967) fue un pintor español. Inició su formación artística en la Escuela de Bellas Artes de Sevilla de la que llegaría a ser director. Encuadrado en el costumbrismo andaluz, también practicó el retrato y el paisaje, siguiendo la línea de su maestro Gonzalo Bilbao.
En la Exposición Nacional de Bellas Artes de 1915 consiguió tercera medalla con Retratos y en la de 1922 cosechó una segunda medalla con Retrato de señora. En 1966 donó diversas obras a su localidad natal que se encuentran expuestas en el Museo Etnológico instalado en el Palacio de los Arjona de Osuna.